# Мохамед Абду Маді
Мохамед Абду Маді (нар. 1956) — коморський дипломат і політик, восьмий голова уряду Коморських Островів.

## Кар'єра
До початку політичної кар'єри працював податковим інспектором, викладачем і журналістом. Вступив до лав партії Демократія та оновлення, впродовж деякого часу був її лідером. Після того, як Ахмед бен Шейх Аттумане на початку 1994 року подав у відставку з посту прем'єр-міністра через внутрішні конфлікти в країні, Маді очолив уряд. Однак у жовтні того ж року пішов у відставку через протести бюджетних працівників. 1995 року він втратив і пост голови партії через критику в вирішенні візового питання з Францією.
Після того вимагав усунення від посади нового лідера партії, Мчангамі, якого звинувачували у фінансових махінаціях. 1996 року потрапив під арешт, а наступного року після проведення референдуму емігрував з країни. Після повернення надавав допомогу сепаратистам з острова Анжуан.
У травні 1998 року йому було доручено очолити міністерство юстиції, а від 2000 до 2006 року був послом Коморських Островів на Мадагаскарі. Після повернення на батьківщину, від 2007 до 2008 року, займав пост міністра з питань співпраці з автономним урядом острова Анжуан.